# Tatra Phoenix
Tatra Phoenix je řada nákladních automobilů s pohonem všech kol, určených primárně pro civilní trh. Typ vznikl ve spolupráci automobilek Tatra a DAF. Základem vozidel je páteřový rám koncepce Tatra, hnací ústrojí tvoří kapalinou chlazené motory koncernu Paccar s převodovkami ZF. Kabina pochází z produkce DAFu. Výroba řady Phoenix začala v roce 2011, v roce 2024 byla na trh uvedena její druhá generace. Řada Phoenix tvoří základ výrobního programu automobilky Tatra. 

## Vznik
Tatra Phoenix byla vyvinuta ve spolupráci automobilky Tatra s automobilkou DAF, od roku 1996 součásti koncernu Paccar. Česká automobilka tak měla získat více prodejních možností na vyspělých trzích – automobily Tatra měli ve své síti nabízet dealeři DAFu, čímž tak mělo přibýt asi 100 nových prodejních míst, hlavně v západní Evropě
Dalším důvodem pro uvedenou spolupráci byly omezené kapacity firmy Tatra, které nejsou schopny obsáhnout vývoj všech komponent vozidla na špičkové úrovni. Proto bylo rozhodnuto soustředit se nadále na hlavní přednost vozidel, tedy podvozek, a redukovat vývojové a výrobní náklady firmy nákupem komponent od jiných výrobců.
Výroba vozidel Tatra Phoenix byla zahájena v roce 2011.

## Provedení

### Podvozek

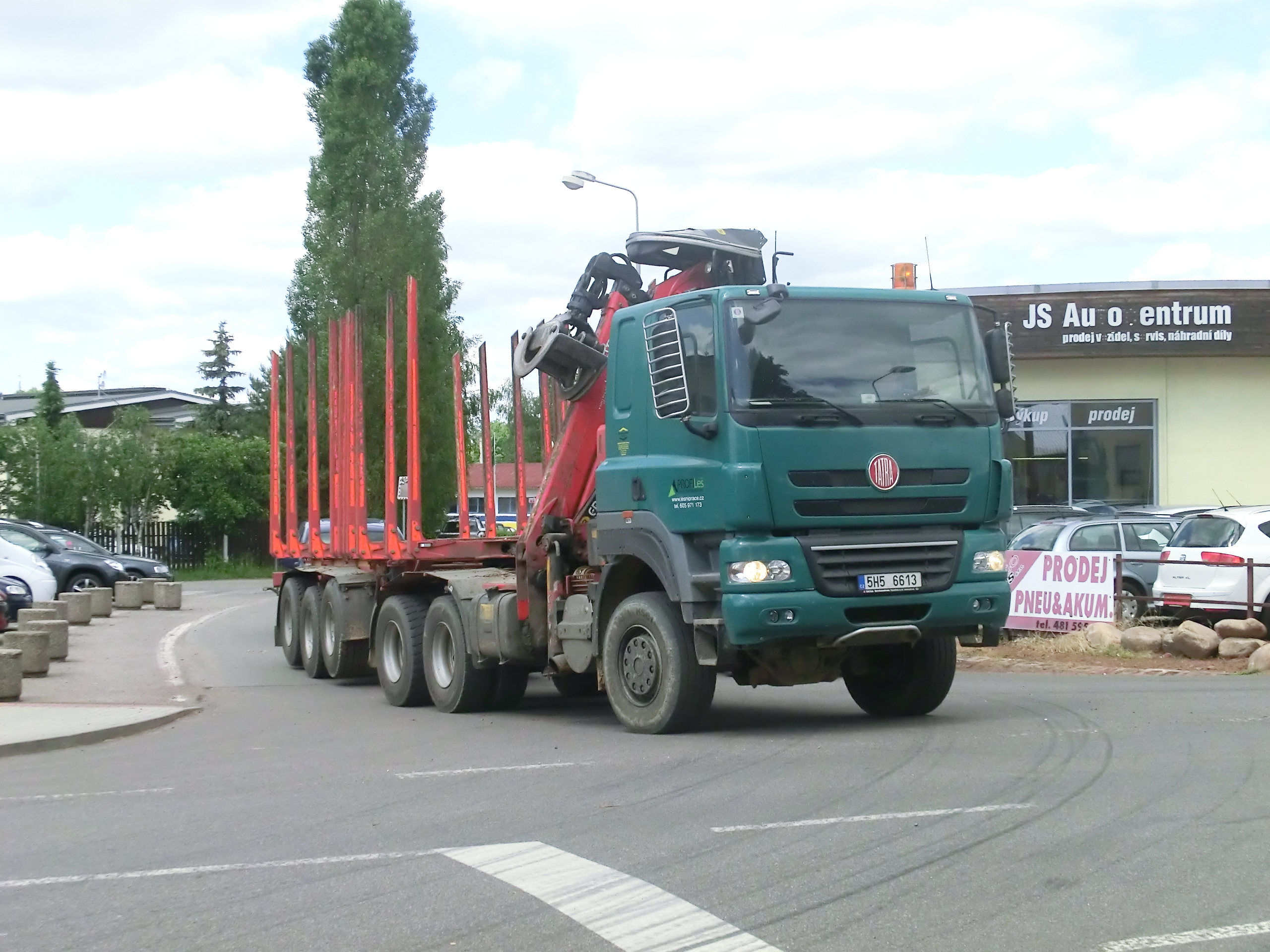
T158 Euro V provedení pro svoz dřeva

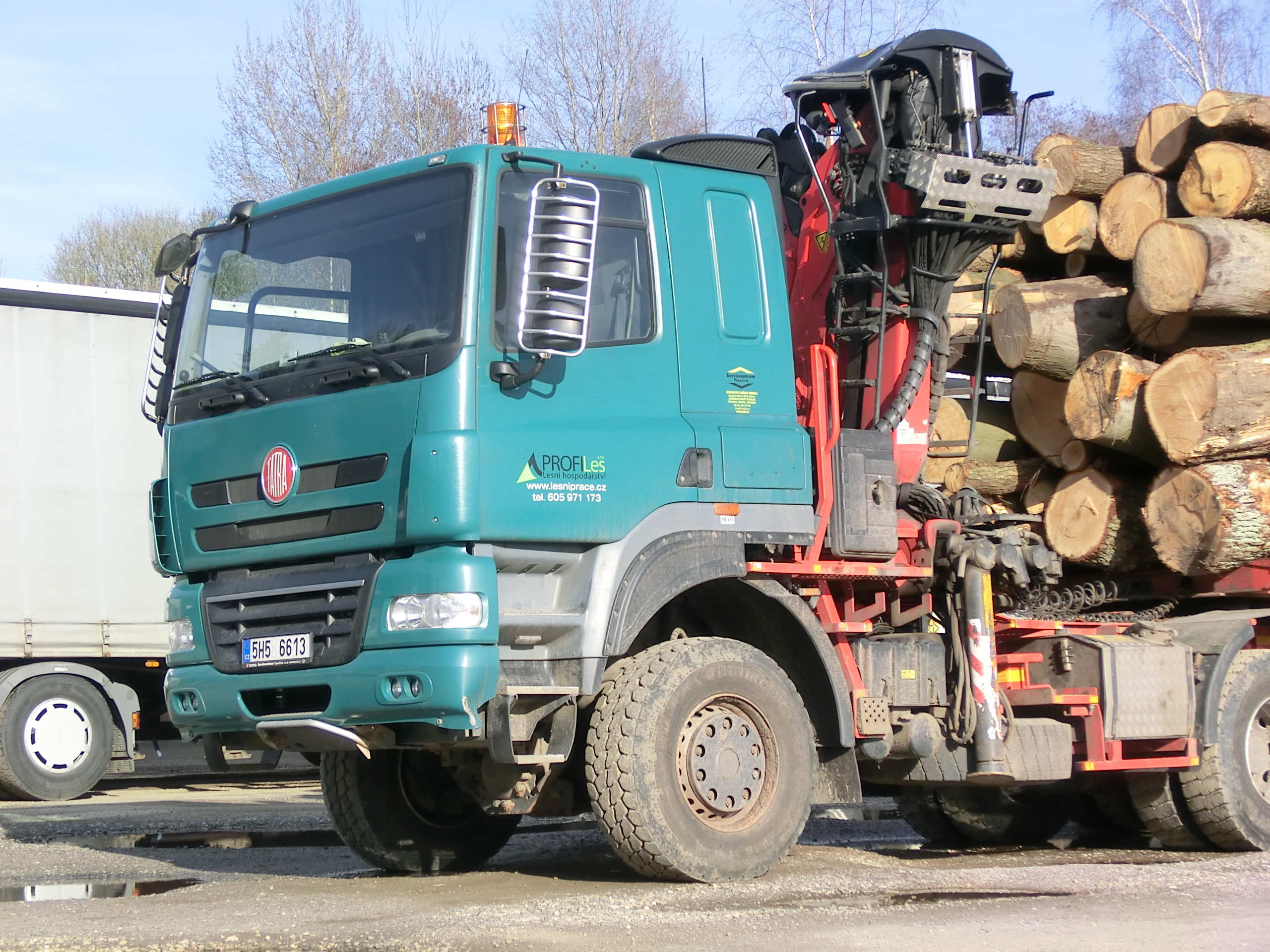
T158 Euro V Sleeper Cab

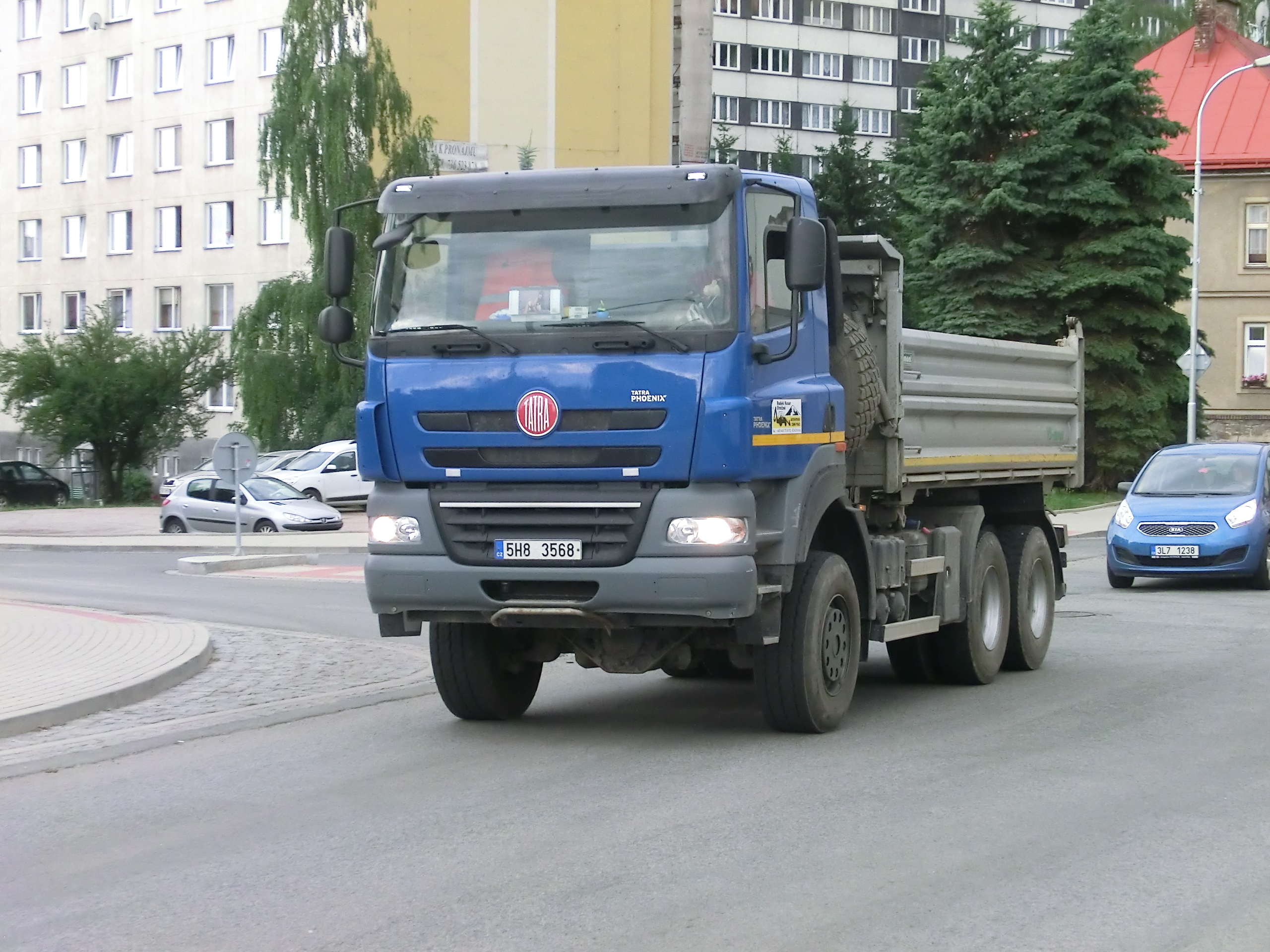
T158 Euro V Day Cab S3

Automobil má tradiční páteřovou koncepci Tatra, s pohonem všech kol a s nezávisle odpruženými a výkyvnými polonápravami. Páteř, poskytující vozu bezkonkurenční krutovou a ohybovou tuhost, prochází pod automobilem v jedné ose, před zadními nápravami je do ní včleněna sestupná převodovka. Motor je umístěn nad předními nápravami na svařovaném pomocném rámu, který ve spojení příčníky s nosnou rourou tvoří tuhou prostorovou (3D) strukturu. Ta, spolu s nezávislým zavěšením všech kol, minimalizuje namáhání nástavby a nákladu vlivem deformací podvozku na nerovném terénu a zajišťuje maximální pohodlí posádce. Koncepce umožňuje i výrobu podvozku bez pomocného rámu v zadní části, kdy se některé druhy nástaveb montují s výhodou nízkého těžiště přímo na příčníky nosné roury. Řízení předních náprav bylo přepracováno pro dosažení maximálního rejdu a co nejkratších poloměrů otáčení (16,5 m u dvounápravové a 21,5 m u čtyřnápravové verze je skutečně obdivuhodných). Částečně tomu pomohlo i zvětšení rozvoru předních řídicích náprav.
Znaky náprav jsou 4×4, 6×6, 8×8 nebo 8×6, méně obvyklé (avšak vyrobitelné) jsou 10×10, 10×8 a 10×6, přičemž i poslední (pátá) náprava je v tomto případě řiditelná. Všechny čelní nápravové diferenciály jsou vybaveny uzávěrkou, jednotlivé polonápravy je dále možné z prvovýroby vybavit kolovými redukcemi 1:2,333. Dvojice náprav jsou poháněny přes mezinápravové diferenciály se závěrkami. Pohon přední nápravy (náprav) lze zpravidla odpojit.
Přední (řiditelné) nápravy jsou odpérovány pomocí vzduchových vaků doplněných teleskopickými tlumiči a zkrutným stabilizátorem. Zadní nápravy jsou odpérovány buď listovými pery, nebo kombinací vzduchových vaků a mechanického pérování (vinuté pružiny či listová pera) – patent TATRA King Frame  známý z řady T-815 TerrNo1. Na použitém pérování také závisí celková nosnost automobilu :
- 11,5 t na 1 zadní nápravu u samotných listových pružin nebo lehkého kombinovaného pérování (vzduchové vaky + vinuté pružiny uvnitř),
- 13,15 nebo 16 t na 1 zadní nápravu u těžkého kombinovaného pérování (vzduchové vaky + listová pera).

Přední kola jsou montována vždy jednoduchá, zadní většinou v dvojmontáži. V základním provedení (pro nosnost přední nápravy 8 t) výrobce dodává pneu 315/80 R22,5, na přání (pro nosnost přední nápravy 9 t) pneu 385/65 R22,5 vpředu a 315/80 R22,5 vzadu. Je však možné montovati i pneumatiky až do velikosti 16,0 R20 vpředu a až 24,0 R21 vzadu.
Na přání je možno vozidlo vybavit manuálně řízeným nebo poloautomatickým systémem centrálního dohušťování / podhušťování pneumatik (CTIS – Central Tyre Inflation System).

### Motor
U typu T158 Phoenix upustila Tatra od použití vzduchem přímo chlazených motorů vlastní konstrukce a z důvodů obchodních, servisních a zástavbových (návaznost na kabinu a další komponenty stejného výrobce) a výhledu na postupující emisní limity, dodává automobily pouze s vodou chlazenými vznětovými šestiválci značky PACCAR MX o objemu 12.900 cm³ (vrtání 130 x zdvih 162 mm):
- PACCAR MX-265 – 265 kW (360 k) / 1500-1900 ot/min, točivý moment 1775 Nm / 1000-1410 ot/min, emisní normy Euro III až Euro V
- PACCAR MX-300 – 300 kW (408 k) / 1500-1900 ot/min, točivý moment 2000 Nm / 1000-1410 ot/min, emisní normy Euro III až Euro V
- PACCAR MX-340 – 340 kW (462 k) / 1400-1900 ot/min, točivý moment 2300 Nm / 1000-1410 ot/min, emisní normy Euro III až Euro V
- PACCAR MX-375 – 375 kW (510 k) / 1500-1900 ot/min, točivý moment 2500 Nm / 1000-1410 ot/min, emisní norma Euro V

Všechny modifikace jsou (podobně jako stávající motory Tatra) vybaveny turbodmychadlem a mezichladičem plnicího vzduchu, přičemž poslední dvě výkonová seřízení přinášejí vyšší parametry, než dokázal dosud vlastní motor Tatra. Nejsilnější MX-375 lze použít výhradně jen u vozů vybavených kolovými redukcemi.
Motor je vybaven elektronicky řízeným vstřikováním paliva DMCI (DAF Multi Controlled Injection) s jednotlivými čerpadly UPEC (Unit Pump Electronically Controlled) a vstřikovači SMART s proměnlivým otvíracím tlakem a modulovaným průběhem vstřiku (vč. případného pilotního vstřiku před hlavním), tlakem až 2000 bar. K plnění emisních limitů Euro 4 a výše je využito, podobně jako u řady T 815, technologie SCR s kapalinou AdBlue, ale komponenty systému jsou od T 815 rozdílné, ze sortimentu DAF (EAS-2 Emission After-treatment System). Na přání je k dispozici motorová brzda DEB (DAF Engine Brake) – systém Jacobs (Jake Brake) s brzdným výkonem až 320 kW / 1455 Nm, stálý přední (FPTO) či zadní výstup PTO (Power Take-Off) a řaditelný zadní (REPTO).
Motory dále pohánějí alternátor 80 A (na přání 110 A), který dobíjí akumulátory s kapacitou 180 či 225 Ah a palubní síť o napětí 24 V.

### Převodovka
Výrobce upustil i od použití hlavních převodovek vlastní konstrukce a výroby, namísto nich jsou použity šestnáctistupňové převodovky ZF – ručně řazená EcoSplit nebo automatizovaná AS-Tronic, montované přímo na motor. S převodovkou lze na přání montovat brzdicí ZF InTarder.
Převodovka je s motorem spojena přes jednolamelovou suchou spojku ZF-Sachs o průměru kotouče 430 mm (podobně jako T 815). U ručně řazené převodovky je spojka ovládaná hydraulicky se vzduchotlakovým posilovačem, u poloautomatické je ovládaná elektronicky bez zásahu řidiče.
Do podvozku je dále integrovaná jedno- nebo dvoustupňová přídavná převodovka Tatra, zabezpečující přenos hnacího momentu ze spojovacího hřídele za převodovkou do nitra páteřové roury. Sestupná převodovka má výstup pro připojitelný přední pohon s možností výstupu pomocného pohonu (PTO) z horní hřídele.

### Kabina
Ani u kabiny se TATRA, a.s. nespolehla u tohoto typu plně na vlastní vývoj a výrobu. Pro zvýšení prodejnosti vozu a snížení nákladů na vývoj je automobil vybaven koncernovými unifikovanými kabinami DAF CF  s odlišnou maskou chladiče. Vzhledem k umístění motoru nad poháněnou přední nápravou a výšce motorového tunelu kabiny museli konstruktéři posadit kabinu o 130 mm výše, než je u typu DAF CF obvyklé. Tím je vozidlo sice vyšší než stávající T 815, odměnou však přináší proti tomuto typu nižší motorový kryt a větší prostor pro posádku při výšce vozu srovnatelné s konkurencí.
Kabina je trambusového typu, celokovová, sklopná vpřed, ve dvou variantách délky: krátká "denní" (Day Cab, 1700  mm) verze nebo prodloužená "spací" (Sleeper Cab, 2200  mm) verze. Interiér denní kabiny je vybaven dvěma či třemi sedadly, na přání dodávaná spací kabina má navíc jedno nebo dvě sklopná lůžka.
V základním provedení se dodávají elektricky ovládaná boční okna, elektricky ovládaná a vyhřívaná zrcátka, centrální zamykání s dálkovým ovládáním, volant nastavitelný ve dvou osách a střešní ventilace. Příplatkovou výbavou je např. automatická klimatizace, nezávislé topení nebo vzduchem odpružená sedačka spolujezdce.
Pro vybrané aplikace TATRA připravila ve spolupráci s firmou Estepe 2dveřovou kabinu ve střední části se sníženou střechou (jeřábový podvozek, UDS,...) a 4dveřovou verzi kabiny (montážní čety, hasiči,...), které ve své nabídce nemá ani holandský DAF.

## Rozměry a hmotnosti
V nezatíženém stavu je nejvyšší bod kabiny ve výšce 3200 ±30 mm nad vozovkou a výška rámu pro montáž nástavby 1090 ±30 mm nad vozovkou, přesný údaj závisí na rozměru použitých pneumatik. Převis kabiny před první nápravou je 1545 mm, zadní převis a celková délka i výška vozu závisejí na konfiguraci a použité nástavbě.
Při použití základních pneumatik (315/80 R22,5) dále platí, že světlá výška podvozku je 300 mm, přední nájezdový úhel 31°, výška středů kol 500 mm nad vozovkou.
Pro základní provedení vozu (základní pneu, nejlehčí pérování) platí dále tyto parametry:
- Phoenix 4×4: rozvor 3700 mm (možno i 4090 nebo 4500 mm), obrysový průměr otáčení 16,5 ±1 m, pohotovostní hmotnost 8350 kg, celková hmotnost do 20 t
- Phoenix 6×6: rozvory 3440 mm (možno i 3900 nebo 4500 mm) + 1320 mm, obrysový průměr otáčení 18,5 ±1 m, pohotovostní hmotnost 9800 kg, celková hmotnost 30/35/40 t
- Phoenix 8×8: rozvory 2150 mm + 2300 mm (možno i 2950 mm) + 1320 mm, obrysový průměr otáčení 21,5 ±1 m, pohotovostní hmotnost 11500 kg, celková hmotnost 44/50 t

Při použití pneumatik 12,00 R24 a větších se rozvory zadních náprav zvyšují na 1450 mm.

## Výroba a ceny
Sériová výroba nového typu byla zahájena v říjnu 2011, plný náběh byl plánován na leden 2012 tak, aby T158 vykryla 2/3 výrobní kapacity v jednosměnném provozu – plán počítal s roční výrobou 1200 vozů Phoenix, díky které by mohlo najít zaměstnání až 400 nových dělníků.
Ve skutečnosti bylo ale smontováno do konce roku 2012 vzhledem k potížím firmy jen asi 100 vozů.
Základní cenu sklápěče 6×6 automobilka doporučuje na 108.000 € (asi 2,7 mil. Kč), u sklápěče 8×8 potom 125.000 € (3,13 mil. Kč). Za 10 let výroby se prodalo 3650 vozů Tatra 158 Phoenix.

## Verze Euro VI

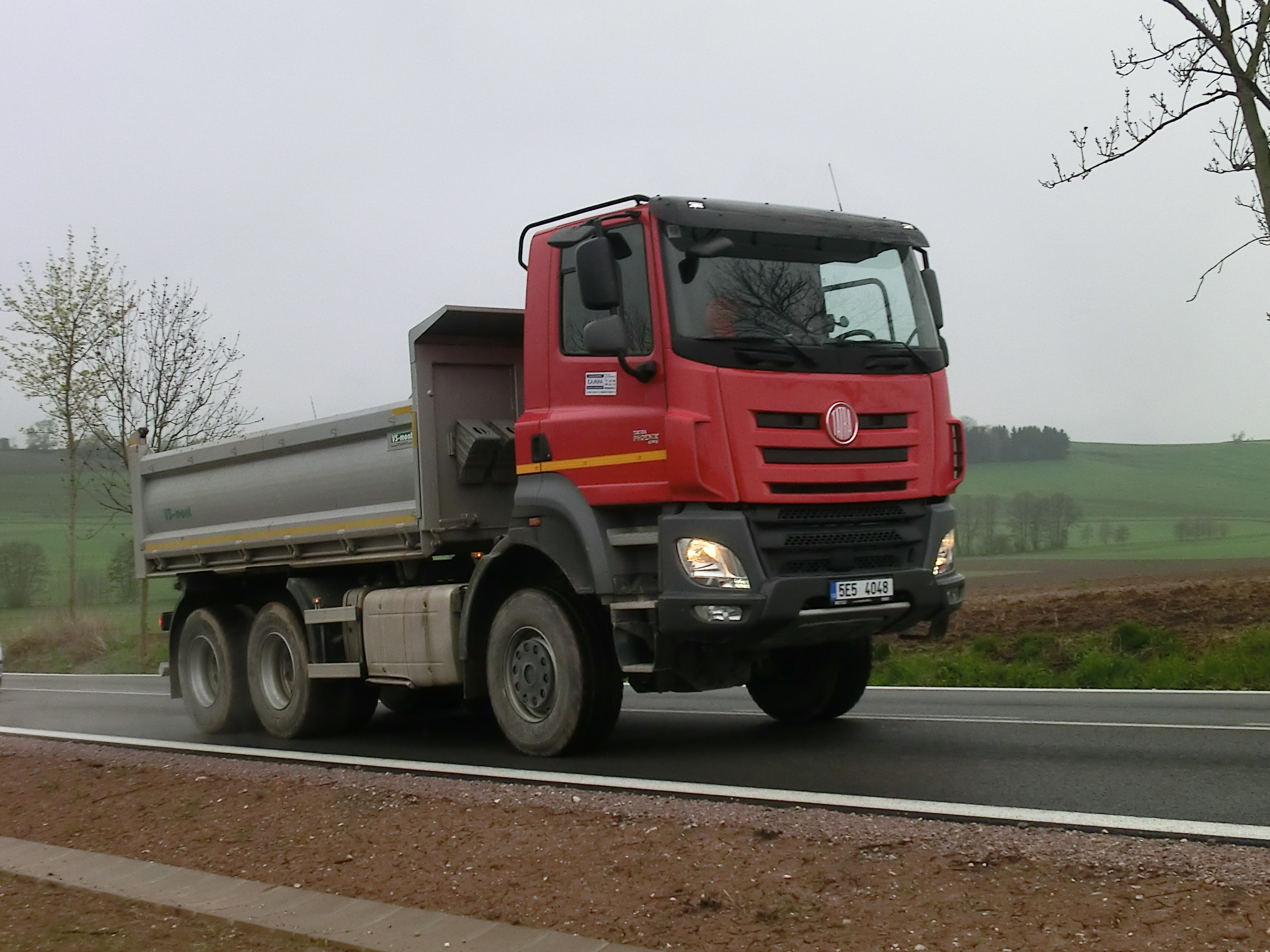
Tatra Phoenix Euro VI s faceliftovanou kabinou a motorem MX-13

Ačkoliv předpis platí ve střední Evropě pro sériovou výrobu již od ledna 2014, verze Euro VI byla oficiálně představena až v říjnu 2014  nedlouho poté, co byla 21.8.  podepsána smlouva o dodávkách agregátů mezi firmami DAF a TATRA TRUCKS a.s. První vozy se tak v reálném provozu objevily až v roce 2015. Technický popis byl představen v zářijovém čísle podnikového časopisu Tatrovák, č.4/66 (2014) v článku Radomíra Smolky Přichází TATRA PHOENIX Euro6.
Nepřekvapí, že kabina CF-86 = facelift Euro VI s přepracovanou přední stěnou, podlahou a předním uložením pochází od firmy DAF, opět ve verzi Day či Sleeper Cab, přičemž s motorem MX-11 zůstává výška T 158 zachována, zatímco motor MX-13 ve verzi Euro VI si vyžádal vertikálně o 70 mm více prostoru – to je poznat i na stupačkách a přední masce kabiny s rozdílným počtem vstupů chlazení – tyto díly jsou opět, stejně jako nástavce blatníků, v případě Tatry od série DAF odlišné a dávají tak vozu vlastní tvář.
Nově by mělo být možné si v případě potřeby zvolit z nabídky DAF i vyšší provedení kabiny Space Cab.
Podvozek je další evolucí stávající verze Euro III-V, přičemž většina zlepšení se projevila i v jak dosud vyráběných verzích T 158 pro emisně méně náročné trhy, tak ve vozech T 815-7, které používají shodné komponenty podvozku.
Jedná se hlavně o pozměněnou charakteristiku předních tlumičů pérování, změnu předního zkrutného stabilizátoru a jeho uložení a změnu uložení dvouramenné páky řízení na nosné rouře, včetně úpravy této části roury (nejedná se o hlavní páku řízení, která je montována na převodku řízení a ta se nemění). Nově je na T 158 montován EAS elektronický management vzduchové soustavy a nová generace ABS systému EBS-3. Přední, do Y se rozšiřující, část rámu je zcela nová kvůli většímu a širšímu chladiči motoru (adekvátně DAFu CF Euro VI) pro zvládnutí nároků chlazení technologie EGR.
Není tajemstvím, že již na prototypech verze Euro V a dakarských speciálech probíhaly a běží zkoušky kotoučových brzd a bylo tedy otázkou času, kdy si tuto možnost bude moci zvolit i běžný zákazník .
Motor PACCAR MX-13 byl pro verzi Euro VI přepracován – dostal pozměněný blok, hlavu válců ze stejného materiálu CGI (Compact Graphite Iron), kompozitovou olejovou vanu většího objemu, nově vstřikování Common Rail integrované částečně do bloku (palivová čerpadla) a hlavy válců (část vedení paliva), pracující vedle hlavního vstřiku i s pilotním vstřikem před a dostřikem za při tlaku až 2500 bar (nejde o první Tatru se vstřikováním CR, to bychom museli pominout cca 850 vozů T 810 a několik dalších T 815-7 s motory Cummins ISL). Pohon příslušenství motoru obstarává nově jediný vícedrážkový řemen. Lepší průběh točivého momentu a rychlejší dosažení potřebné pracovní teploty aftertreatmentu výfukových plynů zajišťuje nově VTG (Variable Turbine Geometry) turbodmychadlo s měnitelnou geometrií turbíny, potřebný tlak plynů pro technologii EGR (nad úroveň tlaku vzduchu za mezichladičem) pak zabezpečuje klapka BPV (Back Pressure Valve), která spolupracuje i s motorovou brzdou. Pro splnění limitů emisí Euro VI byl systém SCR doplněn nově o EGR s aktivním filtrem částic DPF (se vstřikovačem paliva pro – v případě potřeby – aktivní regeneraci za turbodmychadlo před oxidační katalyzátor). Daní za nižší emise je složitější, rozměrnější a těžší vezená technika úpravy výfukových plynů, která je k dispozici ve vertikálním uspořádání s válcovým redukčním katalyzátorem nad oxidačním katalyzátorem a filtrem částic (vozy 8×8 a na přání pro 4×4 a 6×6) a verzi s hranatými DPF i katalyzátorem SCR vedle sebe (standard 4×4 a 6×6) a volitelným vyústěním speciálně tvarované koncovky výfuku pro zchlazení plynů při aktivní regeneraci DPF mixováním s okolním vzduchem do strany nebo nahoru.
Nejsilnější výkonové seřízení motoru lze použít opět jen ve spojení s kolovými redukcemi náprav.
V nabídce se objevil alternativně také zcela nový, menší, lehčí a úspornější řadový šestiválec PACCAR MX-11 zdvihového objemu 10,8 litrů (vrtání 123 x zdvih 152 mm), přičemž výkonově se oba motory překrývají. Používá obdobné techniky jako motor zmíněný výše, včetně přepracované volitelné dekompresní motorové brzdy MX Brake (brzdný výkon až 75% hnacího), do jeho charakteristiky navíc patří i označení DOHC s pro úsporu hmotnosti dutými vačkovými hřídeli. Tento motor bude patrně cenově náročnější, takže v konečném důsledku by mohli být srovnatelní nestejně vysocí sourozenci T 158 – vozy s motory MX-11 a 13 srovnatelní i cenově.

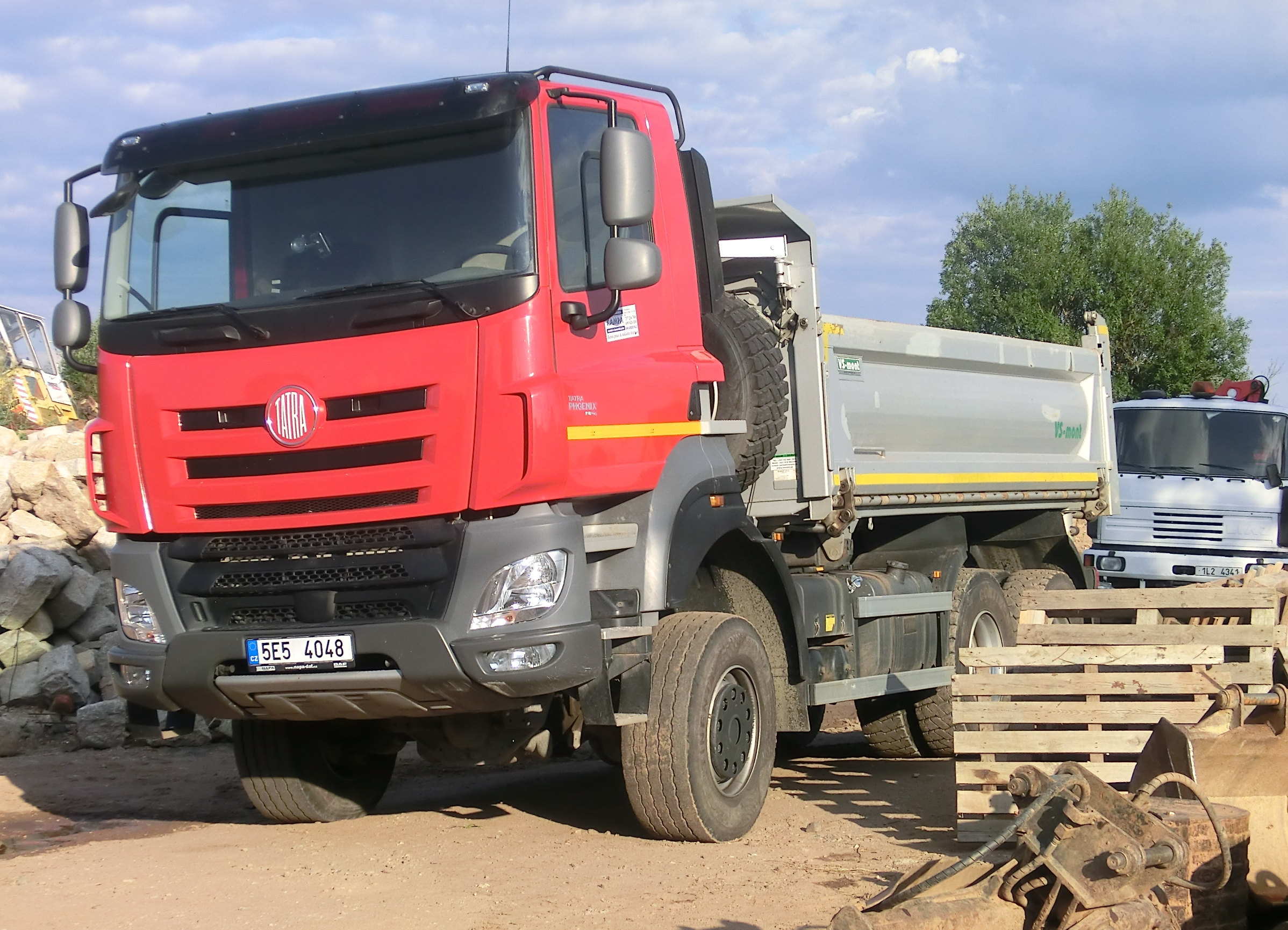
Tatra Phoenix Euro VI S3

Z osmi výkonových seřízení motorů nabízí Tatra 6:
- PACCAR MX-11 271 – 271 kW (369 k) / 1650 ot/min, točivý moment 1600 Nm / 1000-1650 ot/min, emisní normy Euro VI
- PACCAR MX-11 291 – 291 kW (396 k) / 1450-1700 ot/min, točivý moment 1900 Nm / 1000-1450 ot/min, emisní normy Euro VI
- PACCAR MX-13 300 – 303 kW (412 k) / 1425-1750 ot/min, točivý moment 2000 Nm / 1000-1425 ot/min, emisní norma Euro VI
- PACCAR MX-11 320 – 320 kW (435 k) / 1450-1700 ot/min, točivý moment 2100 Nm / 1000-1450 ot/min, emisní normy Euro VI
- PACCAR MX-13 340 – 340 kW (462 k) / 1425-1750 ot/min, točivý moment 2300 Nm / 1000-1425 ot/min, emisní normy Euro VI
- PACCAR MX-13 375 – 375 kW (510 k) / 1425-1750 ot/min, točivý moment 2500 Nm / 1000-1425 ot/min, emisní norma Euro VI

Převodovka zůstává 16stupňová ZF EcoSplit nebo poloautomatická ZF AS-Tronic, obě s volitelným InTarderem, nově má manuál (shodně s DAF CF) řazení bowdeny, což snižuje přenos vibrací a hluku do kabiny. Během roku 2015 se měl objevit v nabídce i 6 až 7stupňový automat Allison, opět volitelně s hydraulickým retardérem – realizováno např. na prototypu představeném na veletrhu Bauma: 10x10 s 7°+ retardér .

## Limitovaná edice Euro VI Präsident

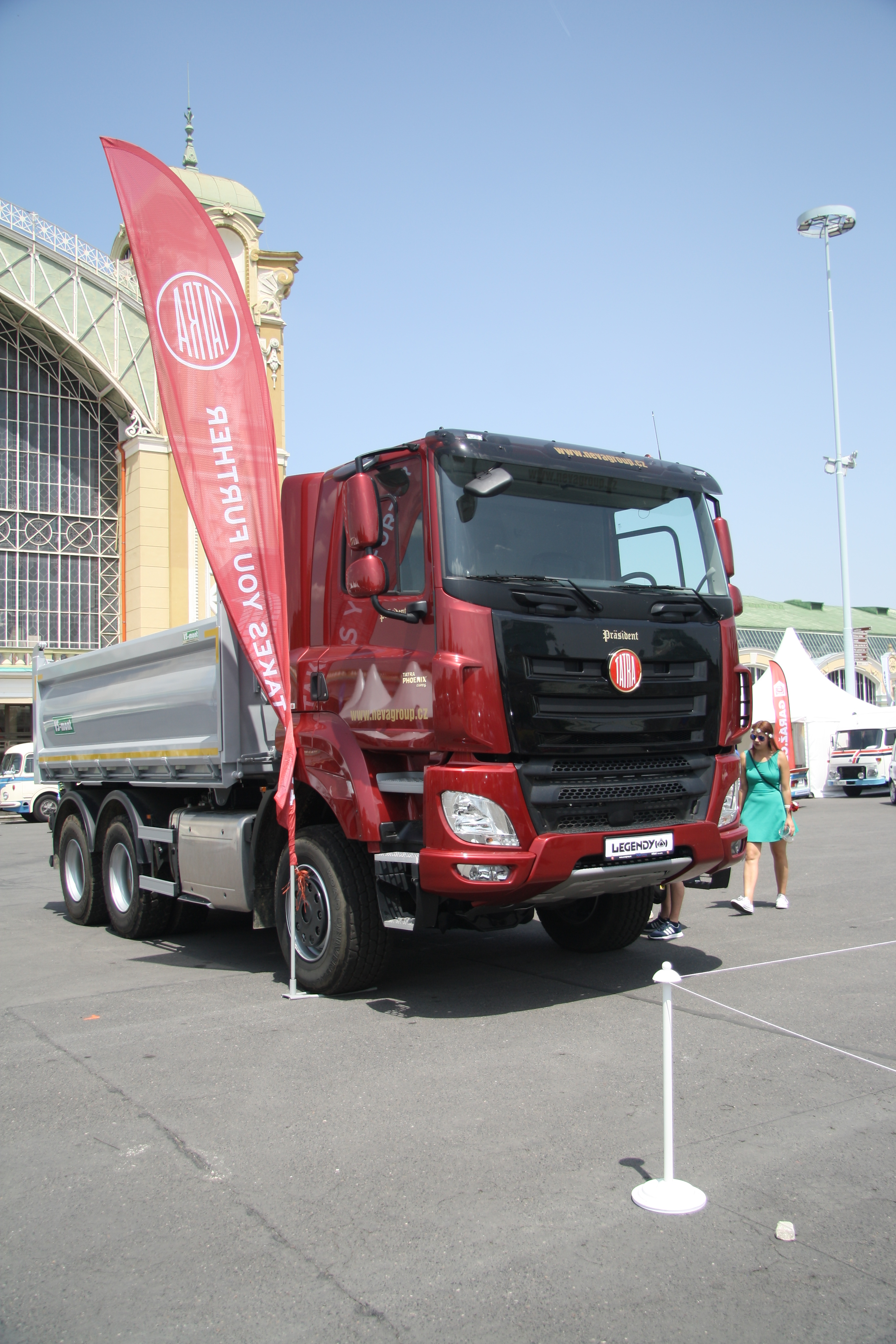
Limitovaná edice Präsident (Euro VI, 2017)

První automobil NW Präsident v kopřivnické firmě postavili v roce 1897. Celkem bylo vyrobeno symbolických 120 kusů vozů limitované série – počet odkazuje na 120 let trvající tradici výroby automobilů v Kopřivnici. V rámci podpory prodeje novodobých präsidentů společnost TATRA TRUCKS oslovila novoměstskou společnost ELTON hodinářská, aby navrhla a vyrobila omezenou sérii originálních hodinek značky PRIM jako doplněk pro zákazníky, kteří si vůz v provedení Präsident pořídí .
K dispozici jsou varianty podvozků 4x4, 6x6 i 8x8, motorizace MX-11 nebo 13 a převodovky v manuálním či automatizovaném provedení. Typickým znakem vozidel je dvoubarevné provedení kabiny s červenou metalízou a přední maskou v černém lesklém laku se znakem TATRA se zlatým orámováním. Logo doplňují nápisy Präsident v historizujícím fontu ve zlaté barvě umístěné uprostřed na čelní straně a na dveřích kabiny. Typové označení TATRA PHOENIX Euro 6 na bočních dveřích má rovněž zlatou barvu.
Kabina vozidel edice v denním či spacím provedení s lůžkem má nárazník, boční kryty, schody, kryty vnějších zpětných zrcátek a aerodynamické kryty za kabinou vyvedené v červené metalíze. Na kabině je vnější sluneční clona, přední světlomety jsou vybaveny ostřikovači.
Interiér kabiny je vybaven palubní deskou v imitaci dřeva, koženými sedadly a multifunkčním volantem s koženým obšitím. Součástí výbavy vozu je autorádio s handsfree a manuální klimatizace .

## Verze Euro VI "2018"

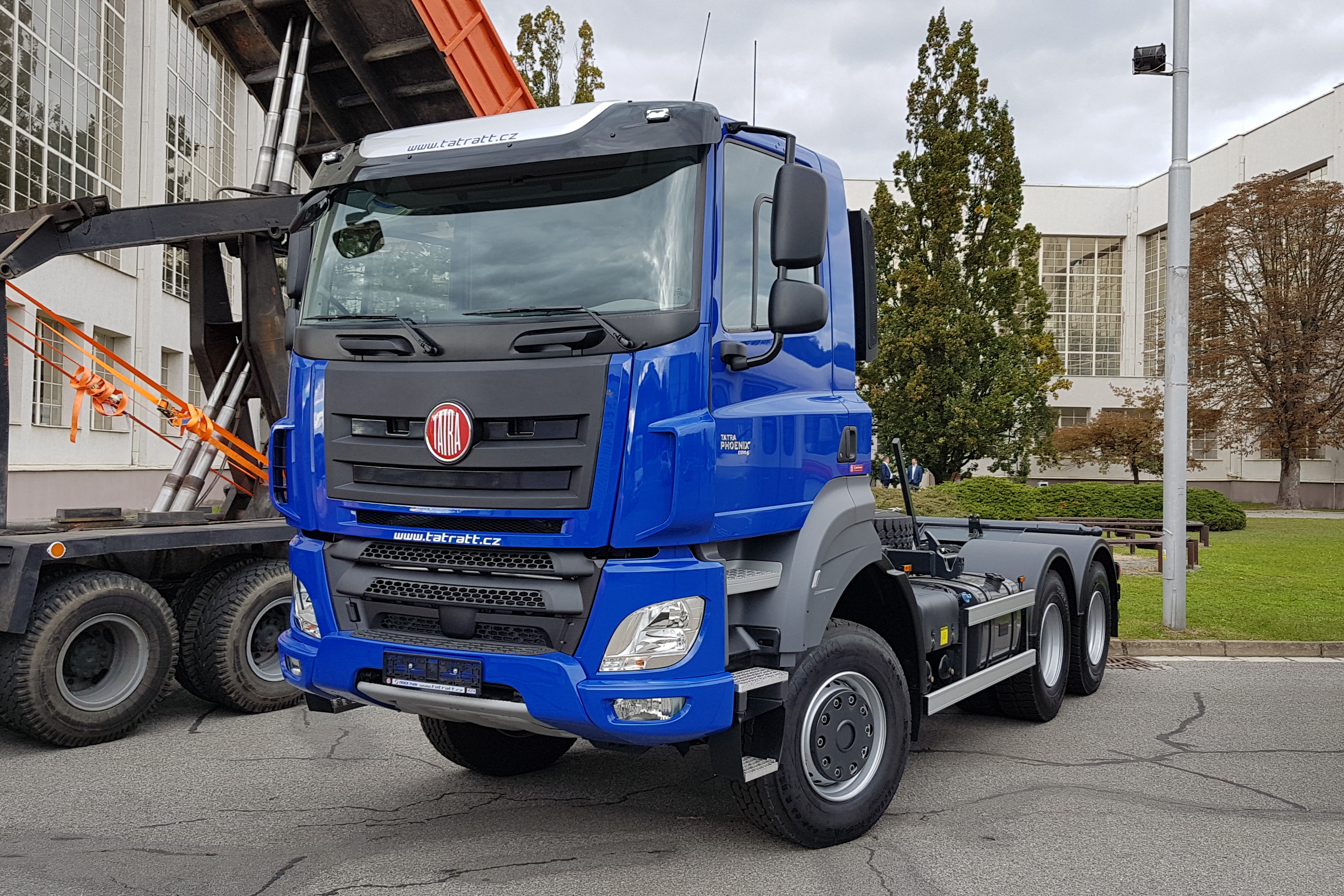
MX-13 Euro VI 2018 na brněnském výstavišti

Od dubna 2018 je nabízena aktualizovaná verze vozu, daná mj. náběhem změn komponent DAF "Model Year 2017" (modernizované řady DAF CF, XF jsou ověnčeny titulem International Truck Of The Year 2018), vyráběných od léta 2017 – mj. interiér kabiny, výkon motoru a změna aftertreatmentu výfuku .
Kabina má nové odhlučnění, přepracovaný interiér, přístrojový panel a barevné schéma interiéru i exteriéru – část (na rozdíl od limitované edice Präsident) čelní masky je černá.
Podvozek přináší nově možnost 10 t přední nápravy, zvedací zadní nehnané, či řízené zadní nápravy a možnost kotoučových brzd. Přepracovaný systém EAS (Exhaust Aftertreatment System) výfuku zabírá až o 40% méně prostoru a má až o 50 kg nižší hmotnost, což pro uživatele znamená větší prostor pro nástavbu a až o 150 kg vyšší užitečnou hmotnost.
Motor PACCAR MX-11 i 13 byl dále pozměněn v řadě komponent, výsledkem jsou vyšší výkonové parametry při nižších otáčkách, tišší chod, až o 7% nižší spotřeba paliva a produkce CO2 a účinnější motorová brzda PEB (Paccar Engine Brake). Aktuálně OBD D-E. Parametry:
- PACCAR MX-11 270 – 270 kW (367 k) / 1600 ot/min, točivý moment 1800 Nm / 900-1400 ot/min, emisní normy Euro VIc
- PACCAR MX-11 300 – 300 kW (408 k) / 1600 ot/min, točivý moment 2000 Nm / 900-1400 ot/min, emisní normy Euro VIc
- PACCAR MX-13 315 – 315 kW (428 k) / 1600 ot/min, točivý moment 2150 Nm / 900-1365 ot/min, emisní norma Euro VIc
- PACCAR MX-11 330 – 330 kW (449 k) / 1600 ot/min, točivý moment 2200 Nm / 900-1400 ot/min, emisní normy Euro VIc
- PACCAR MX-13 355 – 355 kW (483 k) / 1600 ot/min, točivý moment 2350 Nm / 900-1365 ot/min, emisní normy Euro VIc
- PACCAR MX-13 390 – 390 kW (530 k) / 1675 ot/min, točivý moment 2500 Nm / 1000-1425 ot/min, emisní norma Euro VIc

Převodovka zůstává 16stupňová ZF EcoSplit, v poloautomatické verzi je nyní nabízen výhradně 16stupňový převod ZF TraXon, obě s volitelným InTarderem.
S náběhem verze "2018" byla ukončena výroba původní řady Euro V. Vozy s nižší úrovní emisí Euro III a V jsou dostupné jako varianty verze 2018 bez, resp. s odlišným ošetřením výfukových plynů a motory verze WWA patřičné úrovně emisí, které mají stejné výkonové parametry jako Euro VI.

## Verze Euro VI "2024"
Představená 5.6.2024 na kopřivnickém polygonu se k prvním zákazníkům dostane na podzim 2024. Vývoj modernizace, řešící i nastupující legislativu, probíhá od r. 2022. Krom podvozku vychází z řady DAF XDC (Construction), nositele titulu ITOY 2023, oproti níž nabízí i v produkci Tatry Phoenix převažující motor MX-13 (nabízený DAF až ve větší řadě XF, držiteli titulu ITOY 2022).
Kabina (Day, Sleeper i zvýšená) má nový exteriér i interiér, s volitelným provedením Digital Vision s kamerami a displeji místo vnějších zrcátek, volitelný průzor v pravých dveřích. Systémy LDWS (hlídání jízdního pruhu) a TPMS (monitorování tlaku a teploty pneumatik vč. rezervy).
Motory PACCAR MX-11 i 13 byly dále optimalizovány s výsledkem vyššího momentu v nižších otáčkách, tiššího chodu, nižší spotřeby a účinnější motorové brzdy. Nabídka MX-11 se omezila na 2 výkony 300 a 330 kW, nabídka MX-13 zůstala zachována. Přepracován byl systém sání, turbodmychadla, výfuku a chlazení.
Převodovka je nabízena jen poloautomatická, nyní 12° ZF TraXon a automatická 6° Allison, obě s volitelným retardérem.

## Zajímavosti
Automobilka poskytuje na hnací ústrojí záruku po dobu 36 měsíců nebo 300.000 km, což je dle tvrzení výrobce v této třídě nejvíce.
V soutěži International Truck of The Year 2012 (ITOY, kde vozy hodnotí 24členná porota, tvořená evropskými motoristickými novináři) se T158 stal nejlépe hodnoceným plněpohonným vozem v segmentu silničních tahačů dálkové kamionové dopravy. V celkovém hodnocení skončil druhý, se 67 body, za novým provedením MB Actros (161 bodů) a před Scanií EU6 (56 bodů). Bylo to poprvé, kdy byl do soutěže některým z novinářů nominován truck ze země bývalého východního bloku.
První sériově vyrobený vůz byl prodán státnímu podniku Diamo.
T 158 Phoenix se v roce 2013 objevila na soutěži Rallye Dakar: v českém týmu CDT Czech Dakar Team šlo o doprovodné vozy 6×6 a 8×8, u Dakar Team Holland jako doprovodný vůz 6×6 a soutěžní speciál 4×4 "G1" se startovním číslem 530, jezdec Marcel Schoo, navigátor Michel van Herpen, mechanik Jacobus de Wit. Nejlepšího průběžného umístění dosáhl ve 4. etapě 14. místem. O dva dny později, když byl po stálém postupu z 68.-39.-33.-26.-celkově 25. kamionem vůz v 6. etapě po nepozorném couvání po přejetí odbočky skončil na boku s takovými poškozeními, že pro něj soutěž skončila.[zdroj?]
Týž soutěžní vůz 4×4 stejného týmu se objevil na Dakaru 2014 Argentina Bolivia Chile se startovním číslem 539 a posádkou Pierre Blom / Michel van Herpen / Jeffrey Schoo. Pomalu stoupal pořadím na konečné 29. místo v cíli. Nejlépe se posádce dařilo v 5. etapě, kterou dokončila v kategorii na 15. místě.
V ročníku 2015 se vůz objevil najat v jiném nizozemském týmu Riwald Dakar Team s posádkou #536 Gert Huzink / Rob Buursen / Gerrit Schooneveld. Nejlépe se umístil 16. v 8. etapě, nejvýše byl v pořadí 24. po 9. etapě, skončil celkově 25. Stejná posádka se účastnila také Libya Rally 2015, španělské Baja Aragón Zaragoza – Teruel, Baja Poland a Dakaru 2016 Argentina Bolivia se startovním číslem 524 – posádka se umístila nejlépe 16. ve 4. a 10. etapě a celkově byla nejlépe 22. po 4. etapě, ale nedokončila 12. etapu (28. po 11. etapě) – vůz totálně shořel. Původní motor Paccar MX-13 Euro III s chladiči DAF "G1" nahradil během roku 2015 agregát Volvo / Renault D13 / DXi-13 v úpravě MKR a jiné chlazení.
Ročníku 2016 se zúčastnily nové doprovodné vozy týmu Buggyra #746 8×8 Euro V se 4dveřovou (1. prototypovou) kabinou a #745 6×6 Euro VI MX-11 hákový nakladač (zapůjčený akviziční vůz). Posádka #533 Jaroslav Valtr / Josef Kalina / Jiří Stross dovedla nový vůz "G2" 4×4 týmu Buggyra s kabinou 11litrového Phoenixe Euro VI do cíle po počátečních potížích a postupem startovním polem na 8. místě, které si držela od 10 etapy (nejlépe 4. v 8. a 12. etapě) jako nejlepší česká posádka; pohonnou jednotkou byl v tomto případě 12,5litrový motor Gyrtech v instalaci Buggyra. Stejný vůz se s číslem 403 a posádkou Martin Prokop / Jan Tománek / Jiří Stross zúčastnil závodu Baja Aragón Teruel 2016, kde skončil v kategorii truck 2. za T-815 Martina Kolomého, stejně jako posádka č. 74 David Vršecký / Josef Kalina / Jiří Stross v závodě HunGarian Baja 2016.
V roce 2016 se seriálu China Truck Racing Championship, sestávajícího ze 3 víkendových podniků a 6 závodů, účastnil tým China Buggyra Racing s vozem #77 "Tatra Phoenix" a jezdcem Davidem Vršeckým, který vybojoval celkové vítězství jako jednotlivec i jako tým s Adamem Lackem – ten startoval s vozem čínské značky a výroby #88 a obsadil v jednotlivcích 2. příčku. Okruhový speciál vychází z podvozku Buggyra, pohání jej motor Gyrtech, použit je skelet kabiny DAF menší řady LF (Renault Midlum / Volvo FL / Tatra 810) a jedinou spojitostí s T 158 je tak kapota verze Euro VI MX11 s logem Tatra – patrně upravená pro kabinu LF (srovnej s okruhovou verzí T 163 Jamal).

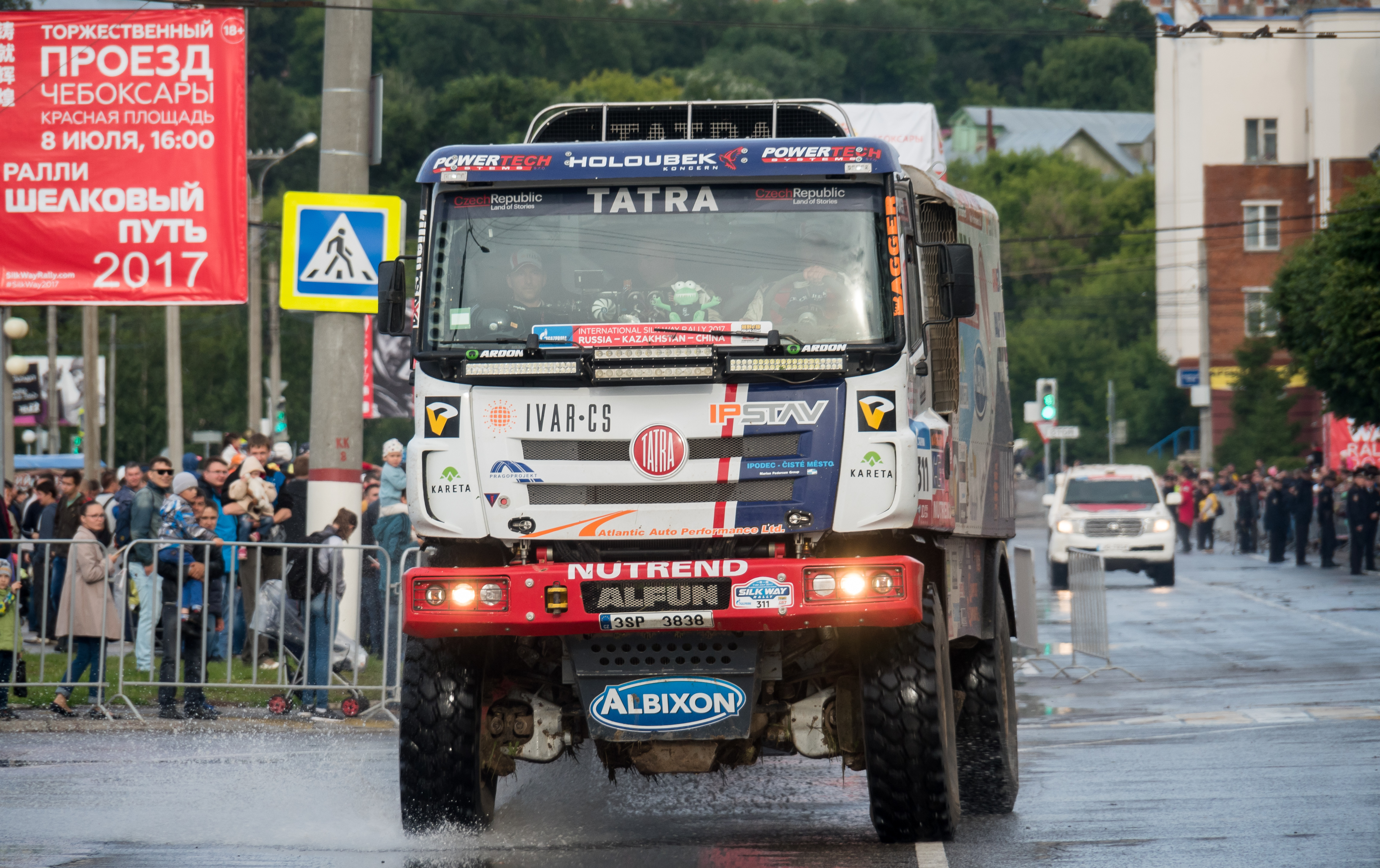
M.Kolomý na SWR 2017

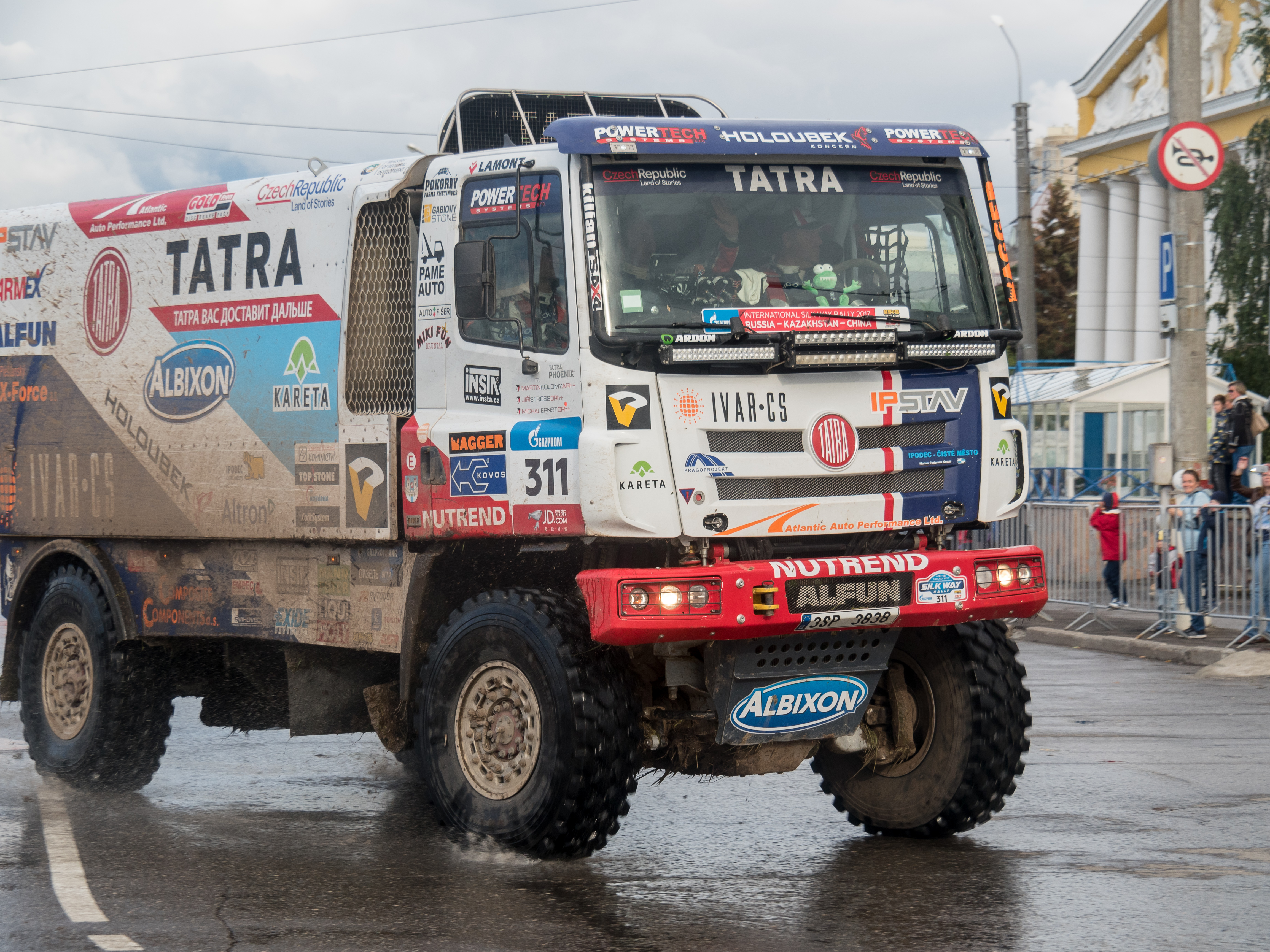
Buggyra G3 na SWR 2017

Dakaru ročník 2017 se zúčastnily 2 vozy IstaForex Tatra Buggyra Racing týmu posádek "G2" #503 Aleš Loprais / Jan Tománek / Jiří Stross (nejlépe 4. v a po 1. etapě, po potížích se servořízením vystoupal na konečné celkově 7. místo v kategorii Truck) a "G3" #508 Martin Kolomý / David Kilián / René Kilián (celkově 15., vyhrál 1. etapu a byl 2. ve 3., nejlépe 1. po 1. a 2. po 3. etapě, pak následovaly technické problémy). Doprovod týmu tvořily již jen vozy Phoenix, ale "rychlý doprovod" týmu a Martina Prokopa v závodě představoval (dokud jel) vůz MAN #553 s posádkou Karel Trněný, Petr Pokora a David Schovánek.
Silk Way Rally 2017 se účastnil upravený vůz "G3" #311 posádky Martin Kolomý / Michal Ernst / Jiří Stross, díky vítězství v 1.,4. a 11.etepě na předních pozicích, ale prasklý monoblok řízení v dunách pouště Gobi, doprava náhradního vrtulníkem a 100 hod penalizace znamenaly konečné 11. místo v kategorii kamiónů. Víkendového závodu HunGarian Baja 2017 se zúčastnila nová posádka #71 Martin Šoltys / Josef Kalina / Tomáš Šikola, vyhrála prolog a vedla, ale odstoupila v předposlední etapě po střetu předního kola s kamenem.
V roce 2017 se seriálu China Truck Racing Championship, opět zúčastnil tým China Buggyra Racing s vozem #77 "Tatra Phoenix" a jezdcem Davidem Vršeckým, který zopakoval celkové vítězství jako jednotlivec i jako tým s Adamem Lackem – ten s vozem čínské značky a výroby #55 obsadil v jednotlivcích 2. příčku.
Jubilejního 40. dakaru 2018 se účastnily oba dále upravené vozy týmu Tatra Buggyra Racing G3 #505 Martin Kolomý / Rostislav Plný / Jiří Stross – celkově 11. (2. v 6. a 12. etapě a 3. ve 4. a 13., v celkovém pořadí nejlépe 4. po 2. etapě a 7. po 13.) a G2 #532 Martin Šoltys / Josef Kalina / Tomáš Šikola – celkově 12. (nejlépe 8. v 4. a 13. etapě a celkově 8. po 4. etapě) spolu s ex Kolomého T-815 posádky #541 Pavel Vrňák / Petr Lesák / Filip Škrobánek (28. po 2. etapě, nedokončili).
V roce 2018 se seriálu China Truck Racing Championship opět zúčastnil tým China Buggyra Racing s vozem #77 "Tatra Phoenix" - jezdcem tentokrát byl místní Gong Bin, který spolu s Davidem Vršeckým, dotáhli týmový mistrovský hattrick (Vršecký i jako jednotlivec, tentokrát ovšem s kapotovým speciálem Buggyra Zero #55).
41., posledního jihoamerického, dakaru 2019 se účastnily oba dále upravené vozy #508 Martin Kolomý / Rostislav Plný / Jiří Stross – odpadli (nejlépe 9. ve 2. etapě a celkově 8. po 2.) ve 3. etapě a v následném "semi" dakaru (2. polovina vedená po mírně odlišné trase než hlavní závod), připraveném organizátory pro odpadlíky z prvních 5 etap, obsadili v kategorii kamionů 5. místo a #515 Martin Šoltys / David Schovánek / Tomáš Šikola – odpadli v 8. etapě, když po 7. byli celkově na 13. pozici (nejlépe 6. v 6. etapě a celkově 7. po 6. etapě).
Prvního dakaru v Saúdské Arábii 2020 se zúčastnila posádka #509 Martin Šoltys / David Schovánek / Tomáš Šikola a skončila v kategorii kamionů celkově 11.
Ročníku 2021 se zúčastnily posádky G2 #517 Ignacio Casale / Leon Alvaro (oba Ch) / David Hoffmann - celkově 9. (nejlépe 6. po 1. etapě a 5. v 8. etapě) a G3 #514 Martin Šoltys / David Schovánek / Tomáš Šikola (převod Allison), celkově 10. (nejlépe 8. po 2., 4-5. a 4. v 5. etapě). Závodu Toyota Hail International Rally 2021 se v rámci přípravy na nadcházející dakar zúčastnila posádka #501 Téo Calvet / Josef Kalina / Tomáš Šikola a skončila v kategorii 3. (poslední).
Závodu 2022 se měly zúčastnit oba vozy s automatem Allison posádek #511 Ignacio Casale / Leon Alvaro / Tomáš Šikola - celkově 27. (nejlépe 6. po první a nejlépe 3. ve 12.) a #536 Téo Calvet (F) / David Schovánek / David Hoffmann - pro zranění ruky a onemocnění pilota nakonec nestartovali.
V závodě 2023 se posádka #505 Jaroslav Valtr / René Kilián / Tomáš Šikola umístila na 5. a #531 Robert Kasák / Tomáš Kazarka / Jaroslav Kolář na 16. místě.
V ročníku 2024 skončila posádka #604 Jaroslav Valtr / René Kilián / David Kilián 18. a #626 Daniel Stiblík / Lukáš Kvasnica / Jiří Tomec 21.
Plněpohoné podvozky 4×4 a 8×8 jsou v letech 2022-2025 dodávány jako základ vojenských vozů řady CF společnosti DAF pro belgické ozbrojené síly.
6kolové vozidlo Tatra Phoenix je v modifikaci s třetí řiditelnou nápravou nabízeno pod názvem „Tatra Agrotahač“ nebo též „Tatraktor“ pro zemědělské a lesnické aplikace s homologací kategorie T (traktor) s výhodami a náležitostmi z toho plynoucími (např. bez tachografu, s omezovačem rychlosti na 69 km/h, s nižšími nároky na řidičskou kvalifikaci aj.). Podle výrobce tato modifikace přináší oproti klasickým traktorům snížení měrného tlaku na půdu, úsporu nákladů i času při dopravě na delší vzdálenosti atd.